# دانيال بريتون
دانيال بريتون (25 سبتمبر 1981 - ) (بالإنجليزية: Daniel Britton)‏ هو لاعب كريكت بريطاني.